# Женская сборная Франции по баскетболу 3×3
Женская сборная Франции по баскетболу 3×3 представляет Францию на международных соревнованиях по баскетболу 3×3. Управляющим органом является Федерация баскетбола Франции.
По состоянию на 17 августа 2024, женская сборная Франции по баскетболу 3×3 занимает 4-е место в мировом рейтинге ФИБА женских сборных по баскетболу 3×3.

## Результаты выступлений
| Турнир                             | Золото | Серебро | Бронза | Всего |
| ---------------------------------- | ------ | ------- | ------ | ----- |
| Олимпийские игры                   | —      | —       | —      | —     |
| Чемпионат мира по баскетболу 3×3   | 1      | 2       | 2      | 5     |
| Чемпионат Европы по баскетболу 3x3 | 3      | 1       | 1      | 5     |
| Европейские игры                   | 1      | 1       | 0      | 2     |
| Средиземноморские игры             | 1      | 1       | 0      | 2     |
| Итого                              | 6      | 5       | 3      | 14    |

### Летние Олимпийские игры
| Год        | Место | Игры | Победы | Поражения | Состав команды                                                  |
| ---------- | ----- | ---- | ------ | --------- | --------------------------------------------------------------- |
| Токио 2020 | 4     | 10   | 5      | 5         | Ана Ката-Читига, Летиция Гуапо, Мари-Ив Паже, Маминьян Туре     |
| Париж 2024 | 8     | 7    | 2      | 5         | Мирьям Джекундаде, Летиция Гуапо, Ортанс Лимузен, Мари-Ева Паже |

### Чемпионат мира по баскетболу 3x3
| Год            | Место | Игры | Победы | Поражения | Состав команды                                                         |
| -------------- | ----- | ---- | ------ | --------- | ---------------------------------------------------------------------- |
| Афины 2012     | 2     | 9    | 8      | 1         | Sylvie Gruszczynski, Ciak Helena, Perrine Le Leuch, Laetitia Kamba     |
| Москва 2014    | 5     | 7    | 5      | 2         | Fleur Devillers, Perrine Le Leuch, Hhadydia Minté, Alexandra Tchangoué |
| Гуанчжоу 2016  | 5     | 5    | 3      | 2         | Perrine Le Leuch, Alice Nayo, Sabrina Palie, Dijon Sandra              |
| Нант 2017      | 10    | 4    | 2      | 2         | Caroline Hériaud, Alice Nayo, Sabrina Palie, Dijon Sandra              |
| Bocaue 2018    | 3     | 7    | 5      | 2         | Christelle Diallo, Alice Nayo, Мари-Ева Паже, Johanna Tayeau           |
| Амстердам 2019 | 3     | 7    | 6      | 1         | Ана-Мария Филип, Летиция Гуапо, Мари-Ева Паже, Migna Touré             |
| Антверпен 2022 | 1     | 8    | 7      | 1         | Мирьям Джекундаде, Летиция Гуапо, Ортанс Лимузен, Мари-Ева Паже        |
| Вена 2023      | 2     | 8    | 6      | 2         | Мирьям Джекундаде, Летиция Гуапо, Ортанс Лимузен, Мари-Ева Паже        |

### Чемпионат Европы по баскетболу 3x3
| Год            | Место          | Игры           | Победы         | Поражения      | Состав команды                                                          |
| -------------- | -------------- | -------------- | -------------- | -------------- | ----------------------------------------------------------------------- |
| 2014—2016      | не участвовали | не участвовали | не участвовали | не участвовали | не участвовали                                                          |
| Амстердам 2017 | 4              | 5              | 3              | 2              | Ана-Мария Филип, Caroline Hériaud, Perrine Le Leuch, Alice Nayo         |
| Бухарест 2018  | 1              | 5              | 5              | 0              | Ана-Мария Филип, Jenny Fouasseau, Мари-Ева Паже, Migna Touré            |
| Дебрецен 2019  | 1              | 5              | 4              | 1              | Ана-Мария Филип, Летиция Гуапо, Мари-Ева Паже, Migna Touré              |
| Париж 2021     | 3              | 5              | 4              | 1              | Летиция Гуапо, Soana Lucet, Мари-Ева Паже, Migna Touré                  |
| Грац 2022      | 1              | 5              | 5              | 0              | Мирьям Джекундаде, Летиция Гуапо, Ортанс Лимузен, Marie Mané            |
| Иерусалим 2023 | 6              | 5              | 3              | 2              | Мирьям Джекундаде, Летиция Гуапо, Ортанс Лимузен, Мари-Ева Паже         |
| Вена 2024      | 2              | 5              | 4              | 1              | Noémie Brochant, Camille Droguet, Marie Michelle Milapie, Мари-Ева Паже |

### Европейские игры
| Год         | Место          | Игры           | Победы         | Поражения      | Состав команды                                                         |
| ----------- | -------------- | -------------- | -------------- | -------------- | ---------------------------------------------------------------------- |
| 2015        | не участвовали | не участвовали | не участвовали | не участвовали | не участвовали                                                         |
| Минск 2019  | 1              | 6              | 6              | 0              | Mousdandy Djaldi-Tabdi, Caroline Hériaud, Assitan Koné, Johanna Tayeau |
| Краков 2023 | 2              | 6              | 5              | 1              | Мирьям Джекундаде, Ортанс Лимузен, Marie Mané, Anna Ngo Ndjock         |

### Средиземноморские игры
| Год            | Место | Игры | Победы | Поражения | Состав команды                                                   |
| -------------- | ----- | ---- | ------ | --------- | ---------------------------------------------------------------- |
| Таррагона 2018 | 1     | 5    | 5      | 0         | Assitan Koné, Marie Mané, Victoria Majekodunmi, Caroline Hériaud |
| Оран 2022      | 2     | 6    | 5      | 1         | Camille Droguet, Anna Ngo Ndjock, Marie Pardon, Emma Peytour     |